# Adipocita
L'adipocita, detto anche lipocita, o cellula adiposa, unità morfo-funzionale del tessuto adiposo, è una cellula fissa del tessuto connettivo deputata a sintetizzare, accumulare e cedere lipidi.

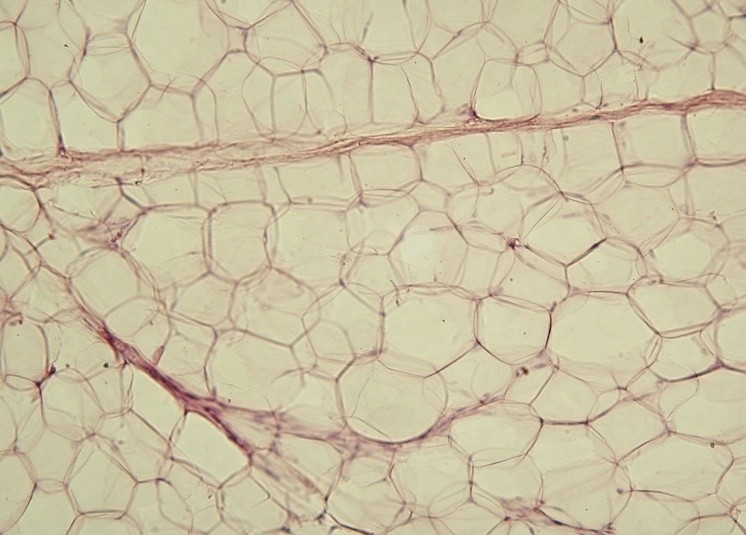
Adipociti uniloculari del tessuto adiposo bianco.

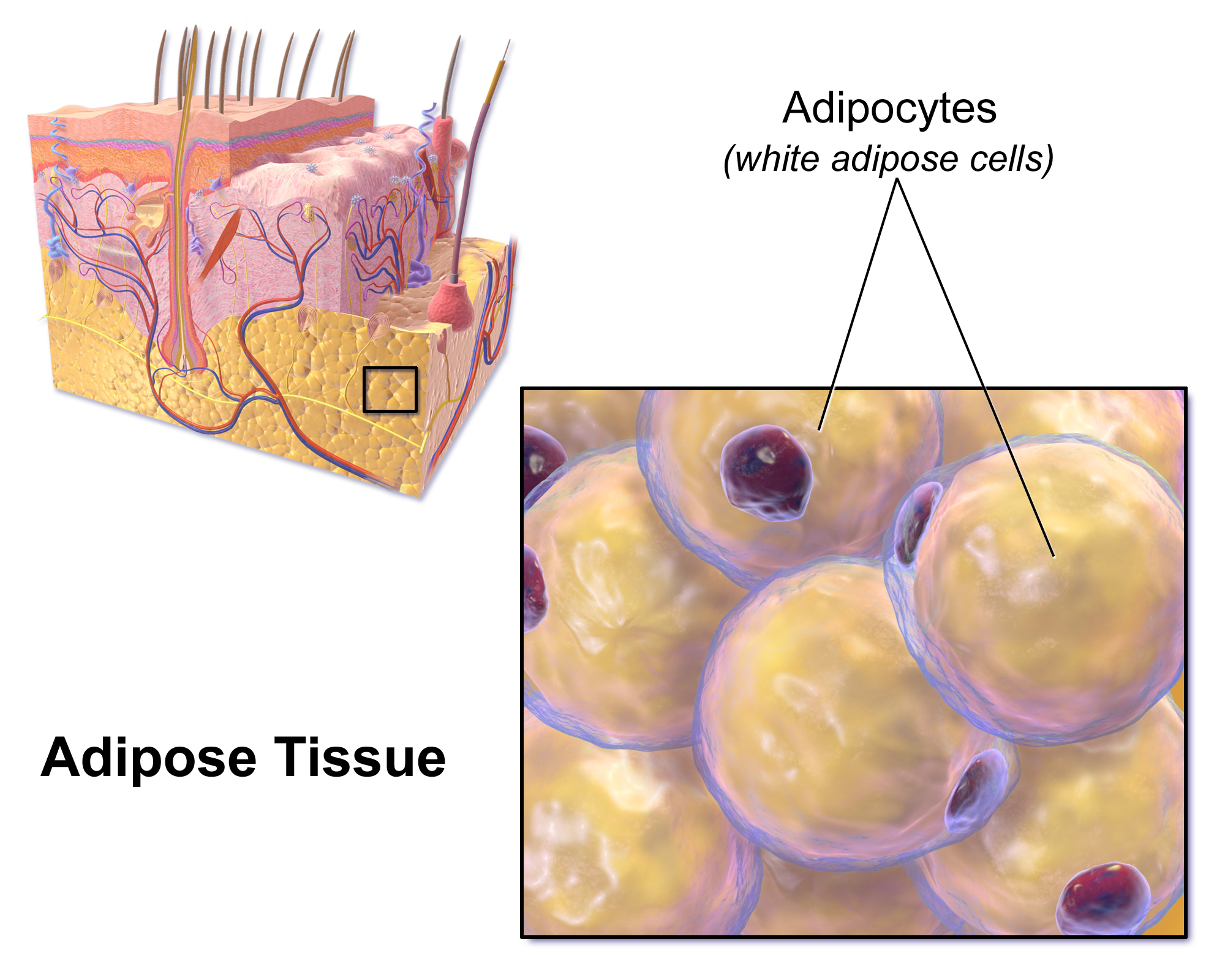
Adipocita

## Meccanismo
I lipidi vengono principalmente utilizzati come riserva di molecole ad alta energia per l'organismo.
Come tutte le altre cellule del connettivo, l'adipocita deriva da una cellula mesenchimale detta lipoblasto; essa accumula gradualmente lipidi nel proprio citoplasma e le varie gocce lipidiche col tempo si aggregano e formano la voluminosa goccia lipidica centrale dell'adipocita. Gli adipociti si trovano dispersi lungo i vasi sanguigni, oppure in piccoli gruppi nei connettivi, in particolare nel tessuto connettivo lasso, formando invece la quasi totalità del tessuto adiposo. Le cellule adipose si trovano spesso a formare ammassi, divisi in lobuli da sepimenti connettivali in cui si trovano i vasi sanguigni.

## Struttura
Gli adipociti nel corpo umano si possono rinvenire in tre varietà:

### Adipocita uniloculare
L'adipocita uniloculare o "adipocita tipo bianco" è una cellula di forma tondeggiante, se in piccoli gruppi, oppure poliedrica, quando forma più propriamente un tessuto o pannicolo adiposo, a causa della pressione esercitata dagli adipociti fra le loro membrane plasmatiche e dell'accumulo di lipidi. Il diametro di un adipocita varia da 50 a oltre 100 µm. Il suo citoplasma è quasi totalmente occupato da un'unica goccia lipidica priva di membrana, attorniata da un intreccio di filamenti intermedi di vimentina, che schiaccia il nucleo alla periferia della cellula e riduce il citoplasma ad un anello. In realtà un esame al microscopio elettronico permette di individuare altre gocce lipidiche più piccole tutt'attorno alla centrale, nonché minuscole vescicole di micropinocitosi. La membrana plasmatica presenta estroflessioni e invaginazioni il cui numero varia con l'attività funzionale dell'adipocita. Il citoplasma contiene un discreto numero di mitocondri, ribosomi e un apparato di Golgi, numerose le cisterne tubulari o vescicolose di reticolo endoplasmatico liscio (REL). Gli adipociti non possiedono capacità fagocitaria e la loro attività mitotica è estremamente ridotta.

### Adipocita multiloculare
L'adipocita multiloculare o "adipocita tipo bruno" è una cellula poligonale più piccola dell'uniloculare. A differenza del precedente, il citoplasma non contiene un'unica e voluminosa goccia lipidica, ma più gocce lipidiche distribuite ed isolate nel citoplasma, per questa ragione il nucleo è in posizione centrale. I mitocondri sono più numerosi della varietà uniloculare, numerose anche le cisterne di reticolo endoplasmatico liscio (REL). Nei suoi mitocondri vi è un basso livello di ATP-sintetasi e sono presenti proteine termogeniche come la termogenina e altre UCP (uncoupling protein), cioè proteine disaccoppianti le ossidazioni dalle fosforilazioni. Questa dotazione permette la dissipazione sotto forma di calore corporeo dell'energia provocata dall'ossidazione degli acidi grassi, a spese di una minor produzione di ATP. Gli adipociti multiloculari, che nell'adulto si trovano localizzati in piccoli gruppi nella zona ascellare, interscapolare e presso il surrene, tendono con la crescita a trasformarsi in cellule indistinguibili dagli adipociti uniloculari.

### Adipocita pauciloculare
Esistono sempre maggiori evidenze circa l’esistenza di una terza varietà di adipociti: gli adipociti pauciloculari o “adipociti tipo beige” o “adipociti tipo brite”. Tali adipociti sono più piccoli dei bianchi e possiedono fenotipo pauciloculare, con numerose gocce lipidiche e un numero intermedio di mitocondri tra quelli presenti negli adipociti bianchi e quelli contenuti negli adipociti bruni. Il tessuto adiposo uniloculare (bianco) è soggetto a plasticità: in base anche a variazioni delle condizioni atmosferiche, allo stile di vita sportivo, al regime alimentare e ormonale, l’adipocita bianco può trasformarsi in adipocita bruno passando dall’adipocita beige che funge da intermedio. L’esposizione ad un ambiente freddo o ad alcuni agenti farmacologici infatti può indurre alcuni adipociti uniloculari ad esprimere UCP-1, in questo caso si parla di “browning” di tessuto adiposo bianco. Tuttavia quando le condizioni tornano ad essere ottimali, ovvero quando cessa l’esposizione al freddo o a farmaci beta-3 antagonisti, l’adipocita torna nella forma uniloculare.

Si pensa che questo transdifferenziamento avvenga anche a livello della ghiandola mammaria, una ghiandola alveolare composta che diventa tale solo in gravidanza, mentre solitamente è costituita quasi principalmente da tessuto adiposo bianco. Al momento dell’allattamento, gli adipociti bianchi sembrerebbero transdifferenziarsi in cellule esocrine che prendono il nome di cellule rosa.

## Lipidi esogeni ed endogeni
L'adipocita svolge una funzione lipogenetica, ovvero accumula lipidi da utilizzare quale riserva energetica, così come all'opposto può rilasciarli (lipolisi) in caso di fabbisogno energetico da parte dell'organismo. In condizioni di equilibrio energetico, i trigliceridi sono comunque completamente rinnovati nel giro di 15-20 giorni. I lipidi presenti nell'adipocita possono essere di origine esogena, in tal caso sono stati introdotti nell'organismo tramite la dieta quotidiana, oppure di origine endogena, in tal caso sono associati a proteine e vengono denominati VLDL (very low density lipoproteins). I lipidi esogeni, giunti nel duodeno, vengono scissi dalle lipasi in glicerolo ed acidi grassi e assorbiti dall'epitelio della mucosa intestinale. Nel reticolo endoplasmatico liscio (REL) delle cellule della mucosa vengono risintetizzati i trigliceridi, cui vengono associati fosfolipidi e proteine, il complesso risultante prende il nome di chilomicrone. I chilomicroni vengono rilasciati per transcitosi nei capillari sanguigni dove possono incontrare le VLDL. Gli adipociti, per assorbire i chilomicroni dai capillari sanguigni loro contigui, rilasciano l'enzima lipoprotein lipasi, che idrolizza i chilomicroni liberando gli acidi grassi.

## Lipolisi e lipogenesi
- Nella lipolisi un ormone lipolitico si lega al suo specifico recettore sulla membrana plasmatica dell'adipocita, il legame attiva l'adenilato-ciclasi che sintetizza cAMP (adenosin-monofosfato ciclico), il quale attiva la protein chinasi cAMP dipendente (PKA), la quale fosforila l'enzima lipasi, attivandolo. La lipasi a sua volta scinde i trigliceridi in glicerolo e acidi grassi, questi passano nel circolo sanguigno dove si legano all'albumina, la loro proteina trasportatrice. La lipolisi è controllata da ormoni lipolitici quali adrenalina, noradrenalina, TSH, STH, ACTH, tirosina e glucagone.
- La lipogenesi avviene a partire dal rilascio di insulina, da parte del pancreas endocrino, questo ormone si lega al suo specifico recettore di membrana avviando una cascata chinasica, favorisce il trasporto di glucosio, stimola la sintesi e il posizionamento delle proteine transmembrana GLUT4, che sono trasportatori di glucosio, favorisce l'assunzione di amminoacidi e acidi grassi. La sintesi vera e propria dei lipidi avviene poi a livello delle cisterne del reticolo endoplasmatico liscio, che, nel caso di sintesi di steroidi, collabora con i mitocondri.

Gli adipociti sono anche importanti cellule endocrine, infatti secernono diversi ormoni steroidi, TGF-β (transforming growth factor-β), TNF-α (tumor necrosis factor-α), adipsina e leptina. Quest'ultima svolge un ruolo fondamentale nella regolazione del peso corporeo e nell'accumulo di tessuto adiposo nell'organismo.